# B. C. Forbes
Bertie Charles Forbes (New Deer, Aberdeenshire, Escócia, 14 de maio de 1880 – Nova Iorque, 6 de maio de 1954) foi um jornalista financeiro e autor de origem escocesa, que fundou a conhecida revista americana Forbes em 1917.